# Ateneo rumeno
L'Ateneo rumeno (in romeno Ateneul Român) è una sala da concerto nel centro di Bucarest, punto di riferimento della capitale rumena. Inaugurato nel 1888, l'edificio circolare è la principale sala concerti della città e sede della Filarmonica "George Enescu" e del festival annuale internazionale di musica George Enescu.

## Storia
Nel 1865, personalità culturali e scientifiche come Constantin Esarcu, V.A. Urechia e Nicolae Crețulescu fondarono la Società culturale romena. Per servire i suoi scopi, l'Ateneo rumeno, un edificio dedicato all'arte e alla scienza, sarebbe stato eretto a Bucarest.
L'edificio è stato progettato dall'architetto francese Albert Galleron, costruito su una proprietà appartenuta alla famiglia Văcărescu e inaugurata nel 1888, anche se il lavoro continuò fino al 1897. Una parte dei fondi di costruzione è stata sollevata tramite donazioni pubbliche, con uno slogan ancora oggi ricordato: "Donate un leu per l'Ateneu!"
Il 29 dicembre 1919 l'Ateneo fu sede della conferenza dei capi rumeni che hanno votato per ratificare l'Unificazione di Bessarabia, Transilvania e Bucovina con il Vecchio regno di Romania per costituire la Grande Romania.
Ampi lavori di ricostruzione e restauro sono stati condotti nel 1992 da una società di costruzione romena e dal pittore di restauro Silviu Petrescu, che salvarono l'edificio dal crollo. I 9 milioni di euro richiesti sono stati dati in parti uguali dal governo e dalla Banca di sviluppo del Consiglio europeo.

## Edificio e strutture

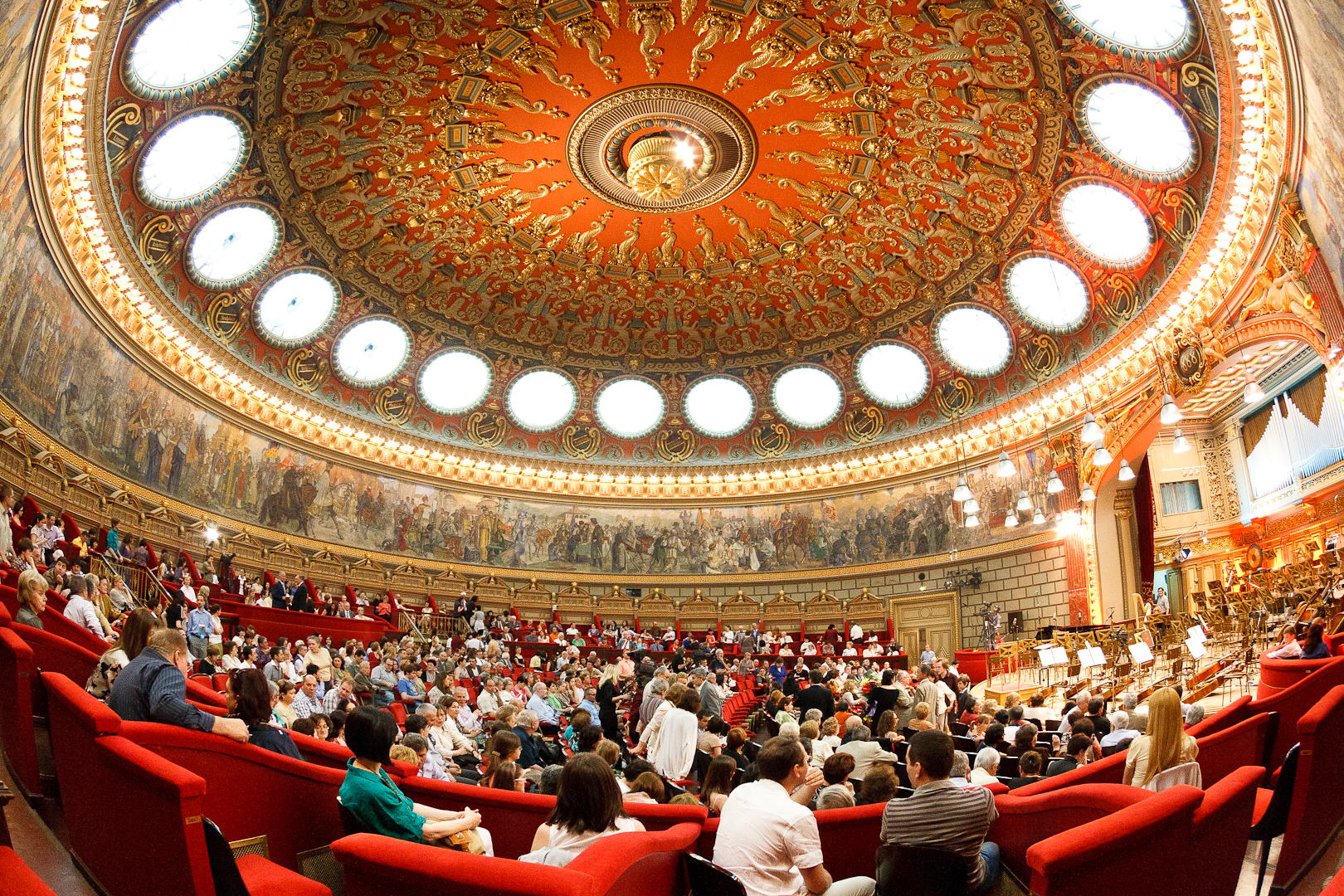
La sala.

Lo stile è neoclassico, con alcuni tocchi più romantici. Di fronte all'edificio si trova un piccolo parco e una statua del poeta rumeno Mihai Eminescu.
All'interno, il piano terra ospita una sala convegni grande come l'auditorium sopra.
Un affresco di 75 m² e largo 3 m di Costin Petrescu decorano l'interno della parete circolare della sala da concerto. Dipinto con la tecnica dell'affresco , il pezzo raffigura i momenti più importanti della storia rumena, a cominciare dalla conquista della Dacia dall'imperatore romano Traiano fino alla realizzazione della Grande Romania nel 1918.
Riconosciuto come simbolo della cultura rumena, l'edificio è stato iscritto nel 2007 nell'elenco dei siti con il Marchio del patrimonio europeo.